# Селовець
Селовець (словен. Selovec) — поселення в общині Дравоград, Регіон Корошка, Словенія. Висота над рівнем моря: 508 м.